# Brenton Wood
Brenton Wood, pseudonimo di Alfred Jesse Smith (Shreveport, 26 luglio 1941 – Moreno Valley, 3 gennaio 2025), è stato un cantante soul statunitense.

## Biografia
Raggiunse la notorietà soprattutto per i suoi due successi del 1967 The Oogum Boogum Song e Gimme Little Sign. Quest'ultimo brano raggiunse la prima posizione nella classifica italiana dei singoli più venduti, nella seconda metà di aprile del 1968, per due settimane non consecutive (13 e 27 aprile).
In Italia partecipò al Festival di Sanremo 1969 con Il treno (scritta da Vito Pallavicini per il testo e dal maestro Elio Isola per la musica) cantata in abbinamento, quantomeno discutibile visti i generi musicali agli antipodi, con Rosanna Fratello.

## Cover
Vennero realizzate più volte cover di successi di Brenton Wood, come nel caso di Gimme Little Sign: da Ricky Nelson (1977), Syl Johnson (1979), The Sattalites  (1988), Peter Andre (1992), e Danielle Brisebois (1994). Giuliano Palma & the Bluebeaters (1999).

## Discografia

### Album
Studio
- 1967 – Oogum Boogum
- 1967 – Gimme Little Sign
- 1967 – Baby You Got It
- 1977 – Come Softly
- 1986 – Out of the Woodwork
- 1995 – Sweet Old School
- 2000 – Classic By Design
- 2001 – This Love Is for Real
- 2009 – Lord Hear My Prayer

Compilation
- 1991 – Brenton Wood's 18 Best
- 1999 – 18 More of the Best, Vol. 2
- 2000 – Better Believe It

### Singoli
- 1963 – Hide-a-Way
- 1966 – I Want Love
- 1966 – Sweet Molly Malone
- 1967 – The Oogum Boogum Song
- 1967 – Gimme Little Sign
- 1967 – Baby You Got It
- 1968 – Lovey Dovey Kinda Lovin'
- 1968 – Some Got It, Some Don't
- 1968 – It's Just a Game, Love
- 1969 – A Change Is Gonna Come
- 1969 – Whoop It On Me
- 1970 – Great Big Bundle of Love
- 1970 – Boogaloosa Louisian'
- 1971 – Sad Little Song
- 1972 – Sticky Boom Boom (Too Cold)
- 1973 – You're Beautiful People
- 1973 – Another Saturday Night
- 1975 – All That Jazz
- 1975 – Rainin' Love (You Gotta Feel It)
- 1975 – It Only Make Me Want It More
- 1976 – Bless Your Little Heart
- 1977 – Come Softly To Me
- 1977 – Number One
- 1978 – Let's Get Crazy Together

## Filmografia
- Popdown – (1967) – Wood appare nella pellicola con  Julie Driscoll, Zoot Money, Andy Summers, Don Partridge e Tony Hicks.[4]